# Chromatoiulus curvifolii
Chromatoiulus curvifolii är en mångfotingart som beskrevs av Karl Wilhelm Verhoeff 1898. Chromatoiulus curvifolii ingår i släktet Chromatoiulus och familjen kejsardubbelfotingar. Inga underarter finns listade i Catalogue of Life.